# 卡韦萨鲁维亚斯德尔普埃尔托
卡韦萨鲁维亚斯德尔普埃尔托，是西班牙卡斯蒂利亚-拉曼恰雷阿尔城省的一个市镇。 总面积101平方公里，总人口621人（2001年），人口密度6人/平方公里。